# Glycine (entreprise)
Pour les articles homonymes, voir Glycine.
Glycine est une entreprise horlogère suisse, créée en 1914 à Bienne. La société fait actuellement partie du groupe Invicta.

## Histoire

### Origines de l'entreprise
La Fabrique d’Horlogerie La Glycine a été créée en 1914 à Bienne par Charles Perret, Georges Flury et Fernand Engel.
Plusieurs marques comme Glycine ou Piccola ont été déposées par l’entreprise en 1914, et en 1916 la fabrique est renommée Fabrique d’horlogerie La Glycine, Piccola et Joffrette.
La société fabrique ses propres mouvements, c’est donc une manufacture au sens horloger du terme. Il s’agit de mouvements à échappement à ancre destinés à des montres-bracelets pour dames et pour homme.

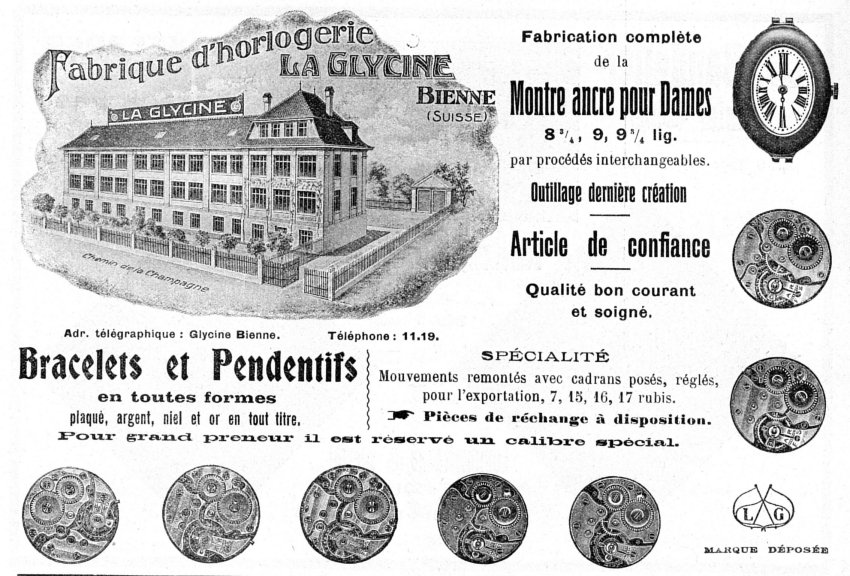
Publicité de 1919 montrant les bâtiments de la Fabrique La Glycine et certains mouvements produits par la manufacture

Entre 1917 et 1923, la gamme de calibres produits par La Glycine s’étoffe avec des mouvements dits « de forme », c’est-à-dire rectangulaire ou de forme tonneau.
En 1923, la société est à nouveau renommée, et redevient Fabrique d’horlogerie La Glycine. Deux ans plus tard la société ouvre une succursale à Plainpalais à Genève, ce qui lui permet de réaliser des mouvements arborant le prestigieux poinçon de la ville de Genève.
La société subit de plein fouet la grave crise horlogère que la Suisse connaît à la fin des années 1920 et qui conduit à la création des trusts horlogers comme Ebauches SA et l’ASUAG. Fernand Engel vend des mouvements à l’étranger et tente ouvertement de s’opposer à la création des trusts.

### Premières montres à remontage automatique
En 1931, La Glycine est la première entreprise à produire les mouvements automatiques mis au point et breveté par Eugène Meylan qui a créé la société Automatic EMSA pour les vendre. C’est l’un des premiers mouvements automatiques entièrement suisse. Il est particulièrement ingénieux puisque le mécanisme se fixe par trois à vis à un mouvement standard.

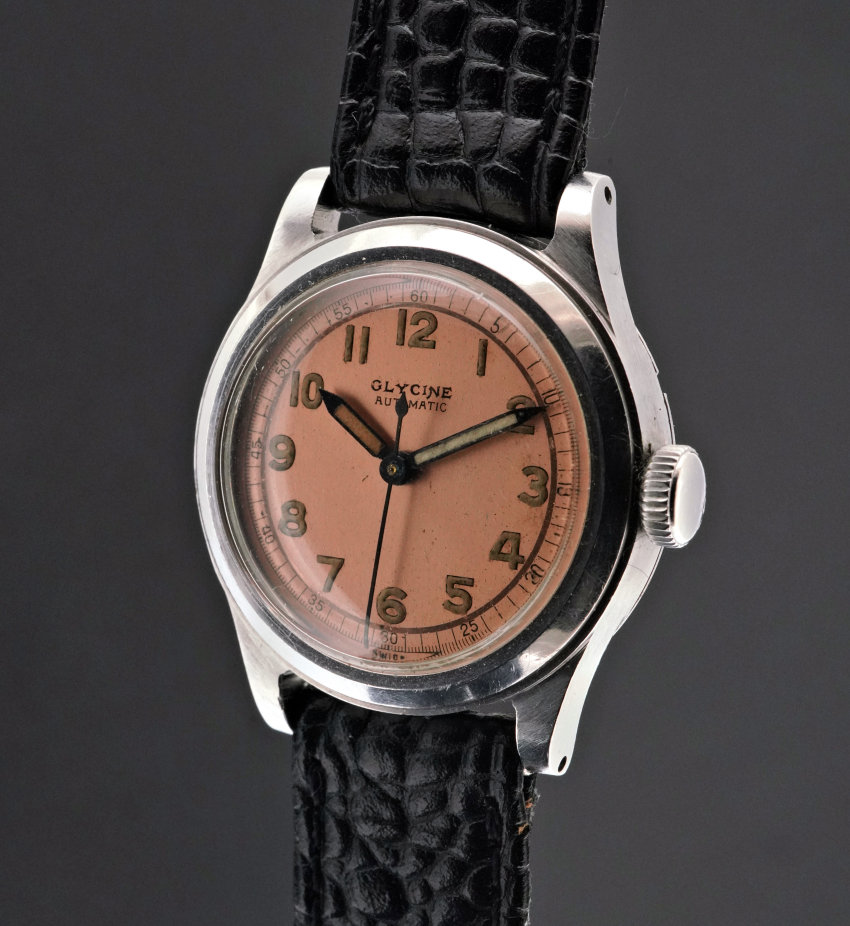
Montre automatique Glycine, vers 1935

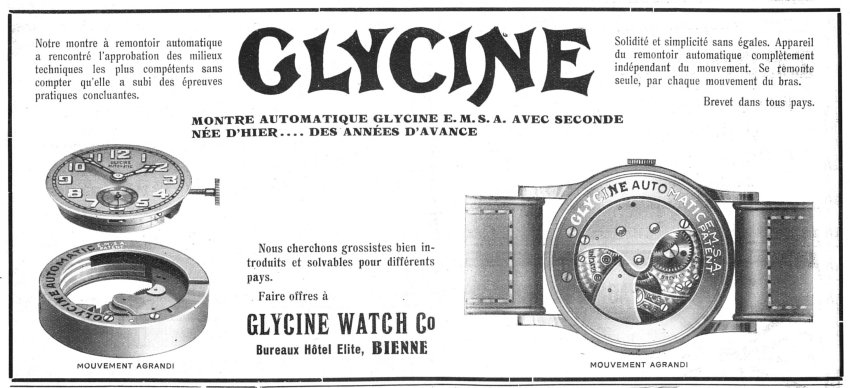
Publicité de 1931

### Cession des droits d'ébauches à Ébauches SA
En 1932 Charles Perret et Georges Flury démissionnent et sont remplacés par les fils de Fernand Engel, Fernand Engel fils, Vital et Louis-Paul.
Après plusieurs changements de mains, les brevets d’Eugène Meylan sur la montre automatique sont transférés en 1934 à La Glycine.
En 1942 Fernand Engel fils décède et les droits d’ébauches de l’entreprise sont cédés à Ébauches SA. L’entreprise cesse donc d’être une manufacture et s’adressera dès lors à Ébauches SA pour ses mouvements.
Fernand Engel père décède en 1945.
En 1948, La Glycine devient une S.A avec comme directeurs Vital Engel, Otto Straub et Werner Bögli. L’entreprise se spécialise dans la montre automatique étanche.

### Reprise de l'entreprise par Charles Hertig, création des modèles Airman et Vacuum
En 1951, Glycine est reprise par les frères Kurth, propriétaires de la Fabrique Kurth Frères (montres Grana et Certina), et par Charles Hertig, membre du conseil d’administration de Kurth Frères. Le conseil d’administration est alors composé de Hans Kurth, Charles Hertig, Erwin et Adolf Kurth. Mais dès 1953, les frères Kurth se retire de la société et Charles Hertig reste seul président de Glycine. Charles Hertig était aussi dirigeant de la fabrique d'horlogerie Altus.
En 1953, la marque Airman est déposée. Le modèle Airman sera présenté à la Foire de Bâle en 1955. C’est une montre remarquable, conçue avec l’aide de pilotes de ligne. Elle comporte un cadran 24h et une lunette mobile également de 24h pour le réglage sur un deuxième fuseau horaire.

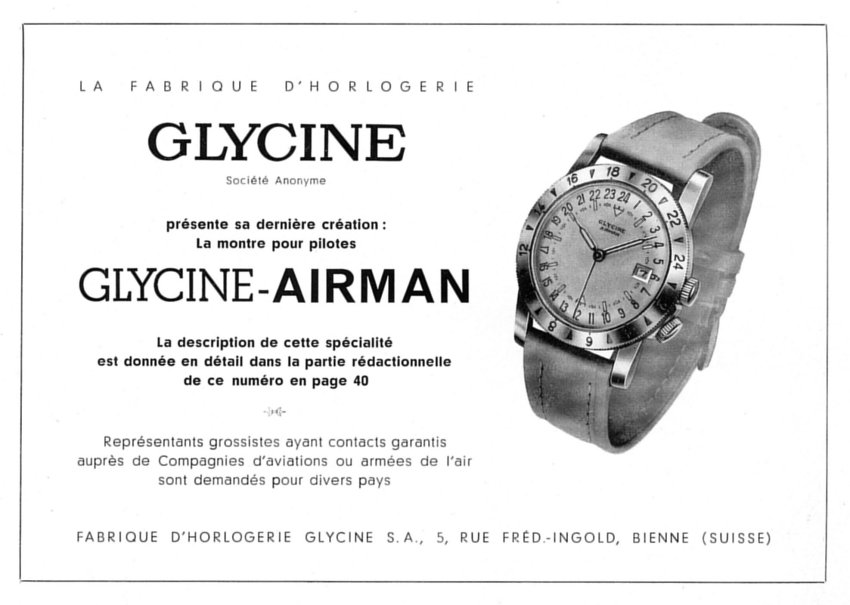
Publicité de 1955

En 1960, Glycine innove avec la montre Vacuum. Cette montre a une boîte monobloc, un verre minéral, et un vide (vacuum) importante est créé à l’intérieur de la boîte. Les avantages sont nombreux : pas d’humidité dans la boîte, pas de poussières, donc pas d’oxydation des pièces et des huiles, plus grande régularité de marche, et une étanchéité équivalente à 250 mètres de profondeur. Du fait du vide, le réglage de la montre devait être adapté, car le balancier tournait plus vite. C’était d’ailleurs un témoin en cas de perte du vide dans la boîte : la montre se mettait à retarder d’environ 15 secondes par jour.

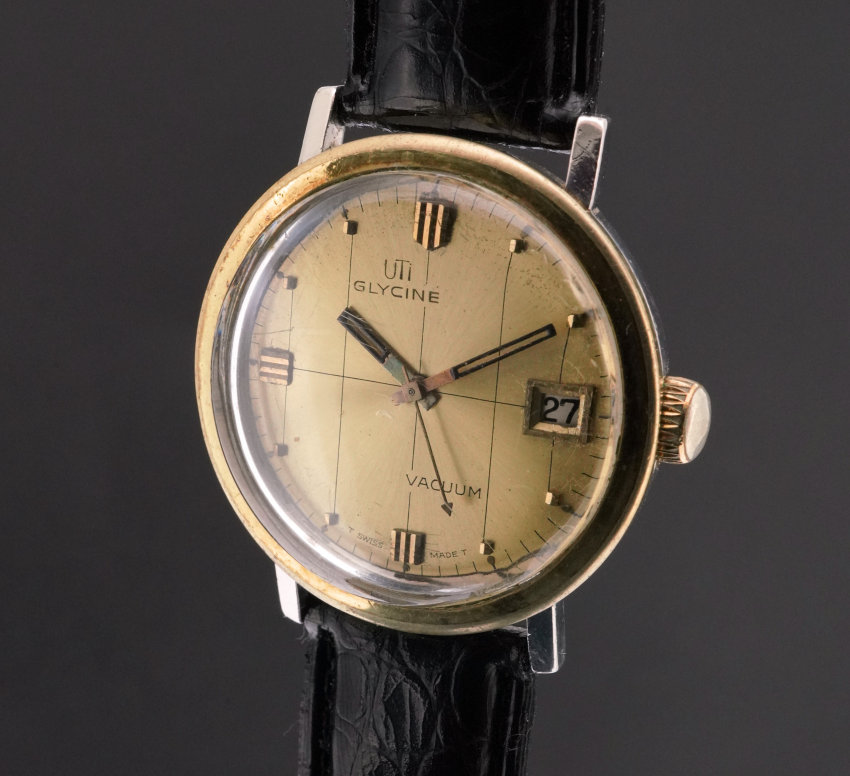
Glycine Vacuum

Le brevet concernant les boîtiers sous vide, déposé en 1959, n’était pas de Glycine, mais d’Hans-Ulrich Klingenberg. Ceci explique peut-être que d’autres entreprises aient pu produire des montres utilisant ce principe, comme Jaquet-Girard (modèles Airvac 400 et Airvac 800), ou Marvin.

### Fusion Glycine-Altus
En 1962 Glycine et Altus fusionnent et deviennent Fabriques d’horlogerie Glycine & Altus S.A. Charles Hertig en est le président.
Charles Hertig décède en 1966. La direction de Glycine reste dans les mains de la famille Hertig avec Charles-Théodore et Andréas Hertig.
En 1972 Glycine & Altus rejoint le groupe Ditronic SA avec Buttes Watch, Delvina, Milus et Wyler. Cela permettra le lancement d’une montre à quartz Ditronic à affichage LCD par les sociétés membres.

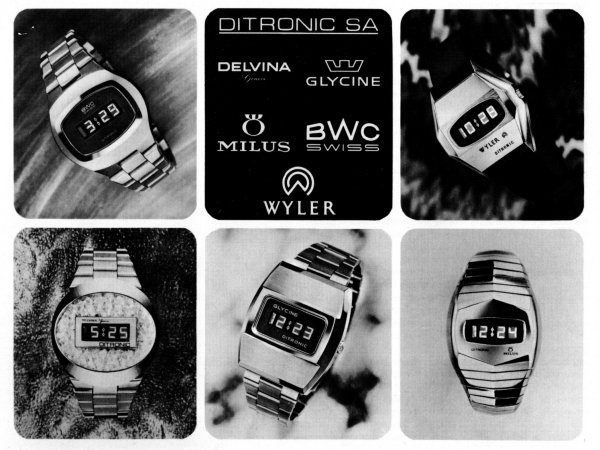
Publicité de 1972

### De 1984 à nos jours

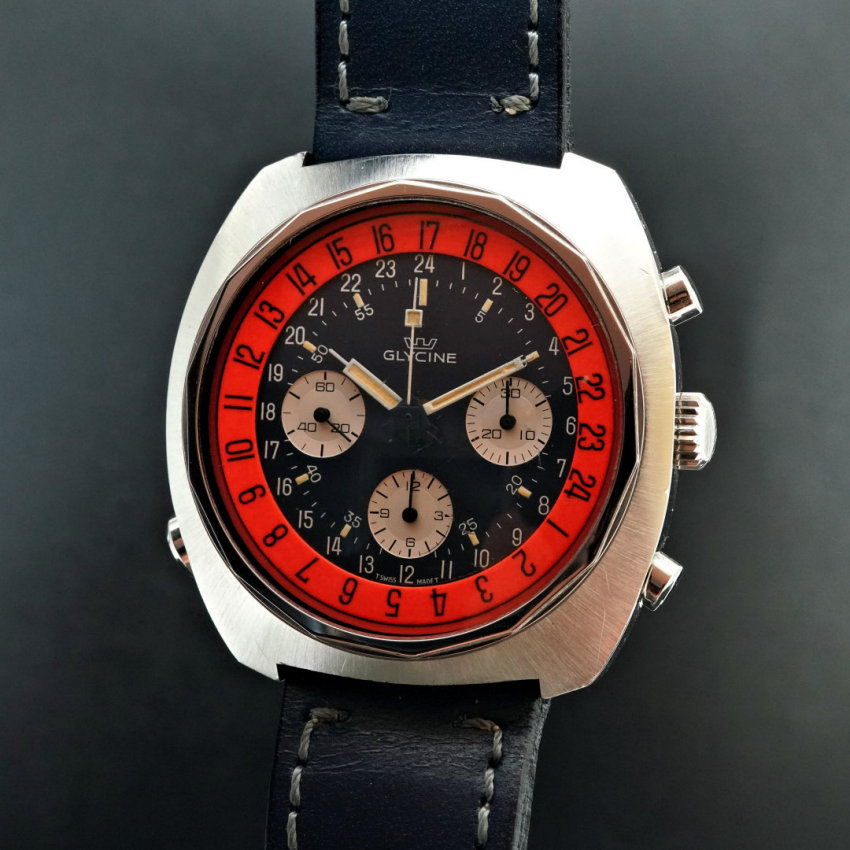
Chronographe Glycine avec cadran et lunette 24h, vers 1970

En 1984 Hans Brechbühler reprend l’entreprise des mains de Charles Hertig Jr.
En 2011 l’entreprise est reprise par Altus Uhren Holding. Stefan Lack dirige l’entreprise.
En 2014 le groupe zurichois DKSH prend une participation majoritaire.
DKSH a revendu Glycine au groupe Invicta en 2016